# 袁鸿化
袁鸿化（1909年—1943年），曾用化名袁少平，陕西高陵人，八路军军事将领。

## 生平
1909年，袁鸿化出生于陕西省高陵县关家寺村（今陕西省西安市高陵区通远街道官寺村）一户贫苦农民家庭，祖籍山东曹州（今山东曹县），袁家在清末逃荒到高陵县。袁鸿化自幼聪慧，七岁到高陵县东关的一所教会小学读书。1924年，考入三原县县立中学，在校期间积极参加学生爱国运动。1925年上海五卅惨案后，中学二年级的袁鸿化积极参加三原县学生示威大游行。大游行后，袁鸿化在学校组织成立青年社并任社长，不久被选为学生会总务，并曾组织童子军驱打三原反动传教士。
1926年冬，袁鸿化中学毕业，结识中共地下党领导人白文范。1926年12月，袁鸿化加入中国共产主义青年团。受中共三原中心县委委派，返回家乡高陵从事农民运动，到在县城周围农村组织农民协会和农民自卫军。1927年，袁鸿化加入中国共产党。1927年3月，高陵县农民协会成立，袁鸿化被推选为农会主席。袁鸿化秘密组织农民自卫军，领导农民土地革命，曾与地主民团武装进行多次战斗，捍卫和巩固红色政权。
1928年，高陵中共党组织遭破坏。1931年，袁鸿化作为中共地下党员，被中共党组织派遣加入国民革命军第十七路军骑兵团（杨虎城部王泰吉骑兵团），任团部中尉副官，从事士兵运动工作。与刘清和、魏志坚、赵启民等在军中秘密建立中共组织，发展谈国帆等为共产党员。后相继到照金根据地苗家祥游击队和陕南进行活动。1932年夏，中共在西安城内糖坊街秘密联络点被发现，袁鸿化转移到三原，被中共三原中心县委任命为泾阳游击队巡视员。1933年1月，泾阳游击队改编，袁鸿化返回中心县委工作。1934年，奉命到陕南宁羌县国民革命军第三十八军杨竹荪团做兵运工作，化名袁少平，住在团副杨鼎久家，通过王少华给川陕苏区的通江、南江、巴中等县送信，与红四方面军联络。1935年2月3日，红四方面军攻打宁羌县城，次日袁鸿化打开县城南门，迎接红军。不久后，出任中共宁羌县委书记。
1935年2月，袁鸿化在陕西镇巴县参加中国工农红军第四方面军，并随军参加长征，先任第七十三师政治部文书，后任红三十一军政治部宣传干事，负责编辑、印发《红光报》和《捷报》。1935年6月，红一、四方面军在四川懋功地区会师后，共同北上，爬雪山、过草地，到达包座。后因张国焘率红四方面军南下，又随军返回四川。1936年7月，红四方面军再次北上，袁鸿化在第二次过草地时双腿生疮，发生溃烂，仍坚持自己行走，甚至还背负大量物资，其坚强意志极大地鼓舞了其他同志。1935年9月，袁鸿化在长征途中，创作多幕话剧《丰台的炮声》，组织红军宣传队排演，揭露日本帝国主义的“冀东自治”，受到戏剧舞蹈家李伯钊的称赞。
1936年10月红一、二、四方面军会师后，袁鸿化被任命为红三十一军政治宣传部副部长。1937年2月，调任援西军教导团政委、援西军随营学校政委。1937年抗日战争全面爆发，任八路军第一二九师教导团政治处主任、随营学校政委。随营学校校址设在山西省黎城县窑村一带，1000多名学员为各部队选调。曾率随营学校学员参加三八五旅七七一团消灭游杂武装的战斗，参与冀南抗日根据地的创建。1940年3月，在太行山中共中央北方局党校学习，并担任第一大队支部书记。党校学习期间，袁鸿化与妻子周雅结识并于毕业时结婚。
1940年7月党校结业后，袁鸿化被任命为一二九师新编第四旅政治部主任，参加百团大战。1941年1月，袁鸿化随新四旅奉命南下华中，策应新四军作战，半月急行军后抵达鲁南地区，并接到新命令要求暂留鲁南斗争，参加开辟鲁西南抗日根据地。1941年8月，随新四旅被调回冀南，参加反“扫荡”战斗。袁鸿化重视抗战文艺工作，组织成立新四旅铁流剧团，演出《要钱要命》《控告亲日派》等节目，该剧团曾在1942年春冀南军区文艺汇演大会上被评为汇演第一名。
1942年4月29日，冈村宁次指挥3万余兵力突袭中共冀南党政机关，将此次“扫荡”布置成“铁壁合围”，新四旅奉命由邱县摇鞍镇向贺伍庄方向突围，重病在身的袁鸿化背上电台密码骑马率领第十一团成功突围，因全旅作战表现优异，受到上级表扬。1943年，任冀南军区第四分区政治部主任。
1943年10月21日，临东战役期间，在山东省清平县的陈官营战斗与侵华日军的战斗中阵亡。

## 牺牲
1943年10月21日下午1时，冀南军区临东战役指挥部驻地清平县陈官营（今属临清市戴湾镇）发现多股日伪军来袭。来犯敌军为临清、高唐和博平的日军广濑旅团和伪军，来军兵分两路从临清和博平方向各有7辆汽车满载敌军开来。日伪军首先在陈官营北庄与冀南军区二十三团二连接战，随后向陈官营合围。
袁鸿化当时与七分区政委肖永智同住一个房东家，发现敌情后两人带警卫员到陈官营村西头与七分区基干团汇合，基干团刚刚组建，仅有三个连，装备差战斗力弱，一半人仅装备有长矛枪。两人基干团驻地时，基干团已被冲散，他们立即将溃乱的部队重新组织起来，一边战斗，一边向村南运河撤退。战斗中被再次冲散，两人警卫员顺利抵达白佛寺，向指挥部说明情况。战斗打到黄昏，已经负伤的袁鸿化坚持指挥部队向村西南撤退，最后在一块棉花地与敌人交战过程中身中数弹而牺牲。
1943年10月22日，雷绍康亲书信函，告知袁鸿化家属其阵亡的噩耗。袁鸿化妻子周雅已身怀六甲，距离袁鸿化牺牲地有二十余华里，但仍坚持前往送葬。经组织同意，周雅骑马前往临清县大桑树村，赶到时袁鸿化棺木已被钉好并放入墓穴。为了与其他一同下葬的烈士区分，周雅亲手在一块青砖上刻上“鸿化”二字当做墓碑，深埋在袁鸿化坟前。

## 纪念
在1951年3月，中国人民解放军河北省军区政治部发给袁鸿化烈士父亲袁秀芳的烈士家属通知书，通知书中提到袁鸿化于1941年1月参军任政治主任，1942年9月在敌人合围战斗中牺牲，遗骸安葬于河北省临清县大桑树村附近。1953年，根据周雅的回忆和青砖墓碑，当地政府顺利找到袁鸿化遗骨，并移葬至河北邯郸的晋冀鲁豫烈士陵园。晋冀鲁豫烈士陵园烈士纪念堂内陈列有袁鸿化的“青砖碑”和遗稿。
2015年8月24日，袁鸿化被被中華人民共和國民政部、退役军人事务部公布为第二批“著名抗日英烈”。

## 备注
1. ↑  一说出生于1910年[3]
2. ↑  一说16岁[3]
3. ↑  属渭北青年社[4]
4. ↑  一说在校期间，袁鸿化曾加入中国社会主义青年团，并于1925年出任三原县立中学团支部书记[6]
5. ↑  一说1926年入党[6]
6. ↑  一说1935年4月加入红军[1]
7. ↑  一说学员大队[8]
8. ↑  一说1940年6月毕业[5]
9. ↑  一说1941年8月任冀南抗日根据地四分区政治部主任[2]
10. ↑  一说袁鸿化带领六连等部队伏击敌军车队，战斗过程中被日军士兵用刺刀刺中牺牲[2]